# 成田頼明
成田 頼明（なりた よりあき、1928年（昭和3年）1月20日 - 2012年（平成24年）11月17日）は、日本の法学者。専門は、行政法・地方自治。学位は、法学博士（1962年）（学位論文「納税者訴訟の研究」）。横浜国立大学名誉教授、警察大学校名誉教授。

## 略歴
東京生まれ。1951年（昭和26年）東京大学法学部卒業。1954年同大学院研究生修了。1962年学位論文「納税者訴訟の研究」で法学博士の学位を取得。横浜国立大学助教授、教授、78-82年経済学部長、93年定年退官、名誉教授。警察大学校教授、のち名誉教授。
地方分権推進委員会専門委員（地域づくり部会長）、国土審議会委員、地方制度調査会副会長、日本エネルギー法研究所理事長など。
2012年（平成24年）11月17日、肺炎により死去した。84歳没。

## 著書
- 西ドイツの地方制度改革 良書普及会 1974 (地方自治新書)
- 行政法序説 有斐閣 1984.5 (法学教室全書)
- 土地政策と法 弘文堂 1989.6 (行政法研究双書)
- 行政法 放送大学 1994.3
- 地方分権への道程 良書普及会, 1997.1
- 分権改革と第二次勧告の意義  第一次勧告もふまえて 地方自治総合研究所 1997.9 (自治総研ブックレット)
- 分権改革の法システム 著作集 第一法規出版 2001.2

## 共著編
- 建築の法律相談 遠藤浩共著 有斐閣 1970 (法律相談シリーズ)
- 行政法講義 下巻 南博方,園部逸夫共編 青林書院新社 1970 (青林講義シリーズ)
- 現代社会と自治制度の変革 学陽書房 1974 (あすの地方自治をさぐる)
- 体系地方自治判例集 田中二郎共編著 第一法規出版 1976.10-
- 公害行政法講座 第2-3巻 山田幸男共編 ぎょうせい 1976.12
- 行政法の争点 有斐閣 1980.8 (法律学の争点シリーズ)
- 行政手続の比較研究 運輸法制を中心として 第一法規出版 1981.11
- 都市づくり条例の諸問題 第一法規出版 1992.1
- 海と川をめぐる法律問題 西谷剛共編 河中自治振興財団 1996.3

## 記念論集
- 国際化時代の行政と法 成田頼明先生横浜国立大学退官記念 松田保彦ほか編 良書普及会 1993.4
- 政策実現と行政法 成田頼明先生古稀記念 西谷剛ほか編 有斐閣 1998.1

## 参考
- 成田頼明教授経歴・著作目録「横浜国際経済法学」1993-3